# Saincaize-Meauce
Saincaize-Meauce ist eine Gemeinde mit 364 Einwohnern (Stand: 1. Januar 2022) in Zentralfrankreich im Département Nièvre in der Region Bourgogne-Franche-Comté. Saincaize-Meauce gehört zum Arrondissement Nevers und zum Kanton Nevers-3.

## Geografie
Saincaize-Meauce liegt etwa zehn Kilometer südwestlich von Nevers am Ufer des Allier, in den hier sein Zufluss Moussières einmündet. Umgeben wird Saincaize-Meauce von den Nachbargemeinden Gimouille im Norden, Challuy im Nordosten, Magny-Cours im Osten und Südosten, Mars-sur-Allier im Süden, Neuvy-le-Barrois im Südwesten sowie Apremont-sur-Allier im Westen.

## Bevölkerungsentwicklung
| Jahr                       | 1962 | 1968 | 1975 | 1982 | 1990 | 1999 | 2006 | 2018 |
| Einwohner                  | 917  | 776  | 614  | 456  | 418  | 457  | 433  | 368  |
| Quellen: Cassini und INSEE |      |      |      |      |      |      |      |      |

## Verkehr
Der Bahnhof Saincaize ist seit seiner Eröffnung 1850 ein wichtiger Eisenbahnknoten an den Bahnstrecken Moret-Veneux-les-Sablons–Lyon-Perrache und Vierzon–Saincaize. Heute wird der Bahnhof von Zügen des TER Bourgogne-Franche-Comté der Verbindung Nevers–Lyon-Perrache / Clermont-Ferrand bedient.

## Sehenswürdigkeiten
- Kirche Saint-Sulpice in Saincaize
- Kirche Saint-Joseph von 1932
- Kirche Saint-Symphorien in Meauce
- Schloss Meauce aus dem Mittelalter, teilweise Monument historique seit 1971
- Alte Wassermühlen

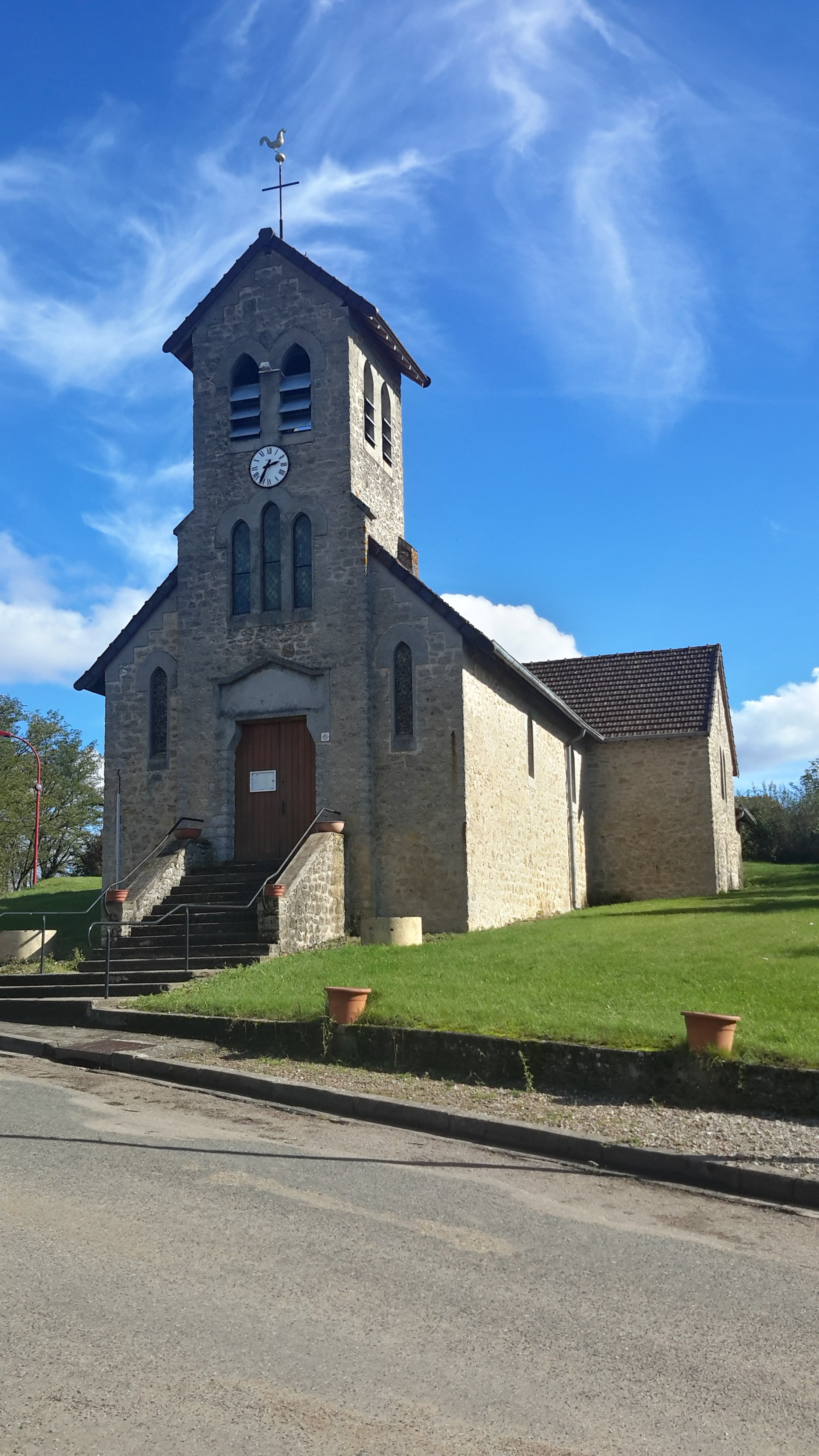
Kirche Saint-Joseph
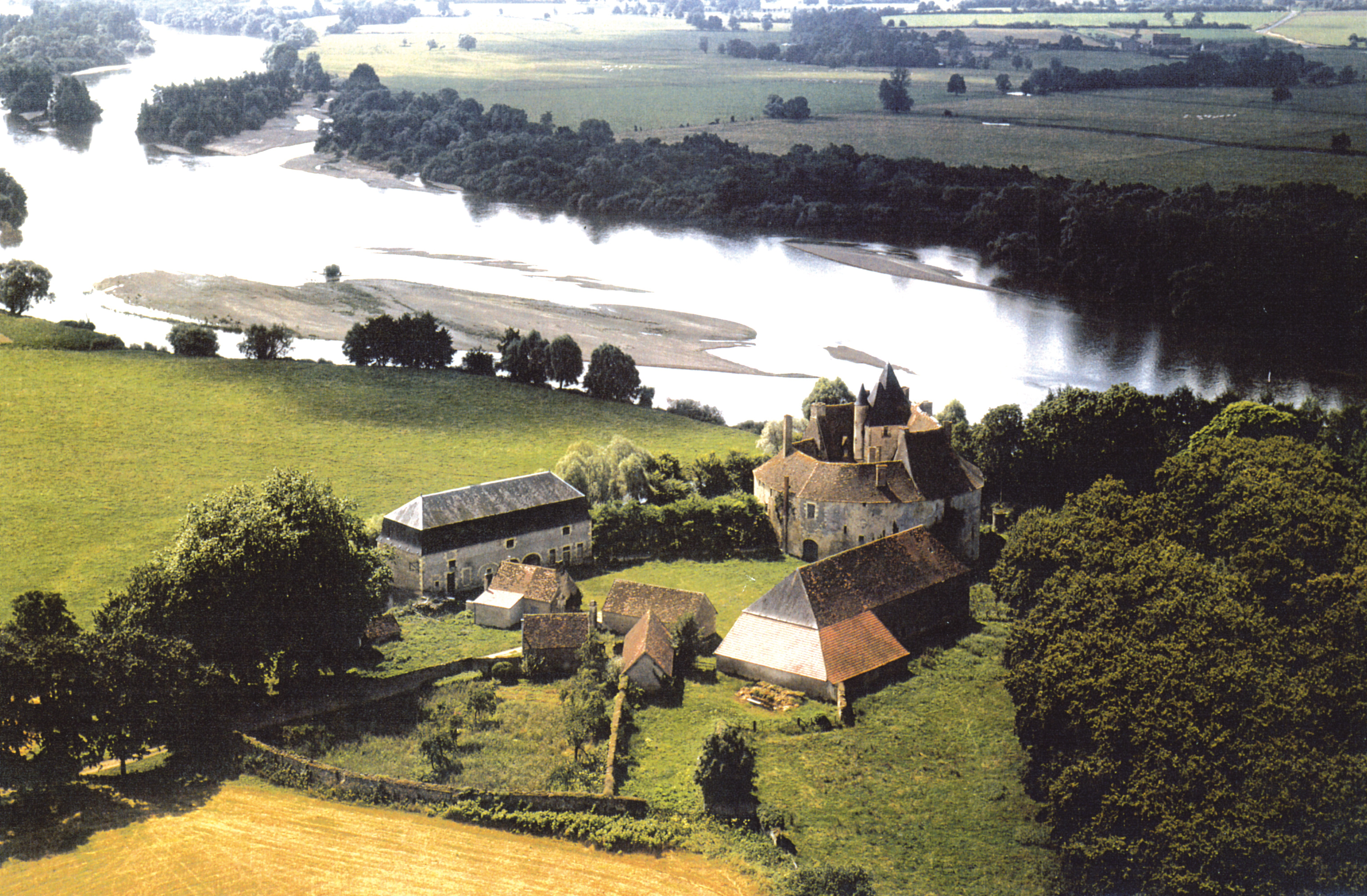
Schloss Meauce